# Michael Angarano
Michael Angarano est un acteur et réalisateur américain, né le 3 décembre 1987 à Brooklyn (New York).

## Biographie
Michael Angarano est né le 3 décembre 1987 à Brooklyn (New York). Ses parents sont Doreen et Michael P. Angarano.
Il a deux sœurs, Erica et Kristen Angarano et un frère, Andrew Angarano.

## Carrière
Il commence sa carrière en 1996 dans I'm Not Rappaport. Puis en 1997, à l'âge de 10 ans, il joue dans Les Sexton se mettent au vert de Bryan Spicer et à la télévision dans Cybill.
En 2000, il joue dans La Musique de mon cœur de Wes Craven, Presque célèbre de Cameron Crowe.
Entre 2001 et 2006, il incarne Elliot, le fils illégitime de Jack dans la série Will et Grace.
En 2003, il est présent dans le film nommé aux Oscars Pur Sang, la légende de Seabiscuit réalisé par Gary Ross.
En 2005, il tourne au cinéma dans Dear Wendy réalisé par Thomas Vinterberg, Les Seigneurs de Dogtown de Catherine Hardwicke et L'École fantastique.
En 2007, il est présent dans un épisode de 24 Heures chrono.
En 2014, il joue le rôle du Dr Bertram « Bertie » Chickering Jr. dans la série américaine The Knick diffusée sur Cinemax.
En 2023, il incarne le physicien Robert Serber dans Oppenheimer de Christopher Nolan

## Filmographie
Sauf indication contraire, les informations mentionnées dans cette section peuvent être confirmées par la base de données cinématographiques IMDb,  présente dans la section « Liens externes ».

### Acteur

#### Cinéma

##### Longs métrages
- 1996 : I'm Not Rappaport d'Herb Gardner : le Cowboy à 3 ans
- 1997 : Les Sexton se mettent au vert (For Richer or Poorer) de Bryan Spicer : Sammy Yoder
- 1998 : River Red d'Eric Drilling : Young Tom
- 1999 : La Musique de mon cœur (Music of the Heart) de Wes Craven : Nick à 7 ans
- 1999 : Baby Huey's Great Easter Adventure de Stephen Furst : Nick
- 2000 : The Extreme Adventures of Super Dave de Peter MacDonald : Little Super Dave
- 2000 : The Brainiacs.Com de Blair Treu : Matt Tyler
- 2001 : Presque célèbre (Almost Famous) de Cameron Crowe : jeune William Miller
- 2002 : La Gardienne des secrets (Little Secrets) de Blair Treu : Philip
- 2003 : Pur Sang, la légende de Seabiscuit de Gary Ross : Red Pollard jeune
- 2004 : Speak de Jessica Sharzer : Dave Petrakis
- 2004 : The Dust Factory d'Eric Small : Rocky Mazzelli
- 2005 : Les Seigneurs de Dogtown (Lords of Dogtown) de Catherine Hardwicke : Sid
- 2005 : Dear Wendy de Thomas Vinterberg : Freddie
- 2005 : L'École fantastique (Sky High) de Mike Mitchell : Will Stronghold
- 2005 : One Last Thing... d'Alex Steyermark : Dylan Jameison
- 2006 : The Bondage d'Eric Allen Bell : Charlie
- 2007 : The Final Season de David M. Evans : Mitch Akers
- 2007 : Black Irish de Brad Gann : Cole McKay
- 2008 : Snow Angels de David Gordon Green : Arthur Parkinson
- 2008 : Le Royaume interdit (The Forbidden Kingdom) de Rob Minkoff : Jason Tripitikas
- 2008 : Man in the Chair de Michael Schroeder : Cameron Kincaid
- 2008 : Noah's Ark : The New Beginning de Bill Boyce et John Stronach : Townsman (voix)
- 2009 : Gentlemen Broncos de Jared Hess : Benjamin
- 2011 : Ceremony de Max Winkler : Sam Davis
- 2011 : Red State de Kevin Smith : Travis
- 2012 : Piégée (Haywire) de Steven Soderbergh : Scott
- 2012 : Le Jour où je l'ai rencontrée (The Art of Getting By) de Gavin Wiesen : Dustin
- 2013 : Empire State de Dito Montiel : Eddie
- 2013 : The English Teacher de Craig Zisk : Jason Sherwood
- 2013 : The Brass Teapot de Ramaa Mosley : John
- 2015: The Stanford Prison Experiment: Christopher Archer / "John Wayne"
- 2015 : Joker (Wild Card) de Simon West : Cyrus Kinnick
- 2017 : Sun Dogs de Jennifer Morrison : Ned Chipley
- 2018 : Relationship de Sam Boyd : Owen
- 2023 : Oppenheimer de Christopher Nolan : Robert Serber
- 2024 : Horizon : Une saga américaine, chapitre 1 (Horizon: An American Saga - Chapter 1) de Kevin Costner : Walter Childs

##### Court métrage
- 2012 : Rugrats de Ryan Perez : Tommy Pickles / Grandpa Lou Pickles

#### Télévision

##### Séries télévisées
- 1997 : Cybill : Timmy
- 1998 : Another World : Steven Michael Frame
- 1998 : Le Caméléon (The Pretender) : Patrick Harper
- 1999 : As the World Turns : Matthew John "M.J." Dixon
- 1999 : Sept jours pour agir (Seven Days) : Evan Hamilto
- 2000 - 2001 : FBI Family : Chance Arno
- 2001 - 2006 / 2017 : Will et Grace (Will & Grace) : Elliot
- 2003 : Urgences (ER) : Zack
- 2004 : Less Than Perfect (en) : George Denton
- 2005 : Kevin Hill : Ethan Claypool
- 2005 : Summerland : Jeb Ekhart
- 2007 : 24 Heures chrono (24) : Scott Wallace
- 2014 : Drunk History : Walt Disney
- 2014 - 2015 : The Knick : Dr Bertram « Bertie » Chickering Jr.
- 2017 - 2018 : I'm Dying Up Here : Eddie Zeidel
- 2017 - 2018 : Mom : Cooper
- 2018 - 2021 : This Is Us : Nicholas « Nick » Pearson
- 2019 : Dollface : Steve
- 2019 : PEN15 : Greg
- 2020 : A Teacher : Le rendez-vous Tinder
- 2022 : Minx : Glenn
- 2022 : Angelyne : Danny
- 2025 : Laid : Richie

##### Téléfilms
- 1997 : Un étranger dans la maison (Stranger in My Home) de Farhad Mann (en) : Drew
- 1998 : Grace & Glorie d'Arthur Allan Seidelman : Bicycle Kid
- 2001 : Say Uncle de Peter Paige : Nick
- 2003 : Maniac Magee (en) de Bob Clark : Maniac "Jeffrey Lionel" Magee
- 2003 : My Life with Men d'Andy Cadiff : Ben
- 2012 : Entry Level de Nicholas Stoller : Jake

### Réalisateur
- 2017 : Avenues
- 2024 : Sacramento (en)